# Enantiodromie
Enantiodromie (griechisch ἐναντιοδρομία „Gegenlauf“) ist die von Heraklit aus Ephesos (etwa 535–475 v. Chr.) entwickelte Vorstellung vom stetigen Gegeneinanderwirken der Kräfte, die allem Lebendigen als Grundgesetz des Seins und des kosmischen Rhythmus innewohnt. 
Heraklit formulierte: Panta rhei = „Alles fließt, wandelt und verwandelt sich in sein Gegenteil.“ Aus warm wird kalt, aus Tag Nacht, aus Sommer Winter, aus Leben Tod. Wir steigen in denselben Fluss und doch nicht in denselben; wir sind es, und wir sind es nicht. Danach sei es auch unmöglich, endgültig zu bestimmen, was gut und böse sei. Und jedes Urteil darüber sei lediglich ein Wähnen. 
Der Kommunikationswissenschaftler und Psychotherapeut Paul Watzlawick griff diesen Gedanken wieder auf und wies darauf hin, dass ein Zuviel des Guten stets ins Böse umschlage. Zu viel Patriotismus erzeuge Chauvinismus, zu viel Sicherheit Zwang oder zu viel Buttercremetorte Übelkeit.
Auch der Begründer der Analytischen Psychologie, Carl Gustav Jung, diskutierte das Konzept der Enantiodromie in seinen Schriften.
Nach Clifford A. Pickover ist Enantiodromie darüber hinaus der Prozess, in dem sich ein Glaube in sein Gegenteil verwandelt. Pickover nennt als Beispiel das Damaskuserlebnis des Apostels Paulus von Tarsus.